# Ольберслебен
Ольберслебен (нем. Olbersleben) — община в Германии, в земле Тюрингия. 
Входит в состав района Зёммерда. Подчиняется управлению Буттштедт.  Население составляет 778 человек (2025 год). Занимает площадь 13,15 км².